# Panolis japonica
Panolis japonica là một loài bướm đêm trong họ Noctuidae.